# Francisco Ribeiro Junqueira
Francisco Ribeiro Junqueira, primeiro e único barão de Cristina (Carmo de Minas, Minas Gerais, 29 de junho de 1841 — Carmo de Minas, Minas Gerais, 20 de fevereiro de 1921) foi um nobre, fazendeiro e militar brasileiro, pertencente a tradicional Família Junqueira.
Era o décimo primeiro filho do Coronel Antônio José Ribeiro de Carvalho e de Helena Nicézia Junqueira. Neto paterno do Capitão-Mor Custódio Ribeiro Pereira Guimarães e de Maria Ribeiro de Carvalho. Neto materno de Gabriel Francisco Junqueira, Barão de Alfenas e de Inácia Constança de Andrade. Ocupou o cargo de coronel da Guarda Nacional.
Casou-se com Laureana Constança Gomes dos Reis, filha de João Gomes dos Reis e de Joaquina Constança de Oliveira.
Deste matrimônio nasceram três filhos:
- Miguel Ribeiro Junqueira, que faleceu solteiro.
- Joaquina Nicézia, casada com o primo Gabriel Francisco Junqueira, filho de Joaquim Tibúcio Junqueira e de Gabriela Angelina de Andrade.
- Pedro Ribeiro Junqueira, casado com a prima Ana Ribeiro Junqueira, filha de Francisco Teófilo dos Reis e de Marianna Ribeiro.

Francisco foi proprietário da Fazenda Cachoeira, em Silvestre Ferraz, atual cidade de Carmo de Minas.
Por Decreto Imperial de 25 de setembro de 1889 foi agraciado com o título de Barão de Cristina.

## Genealogia
| Francisco Ribeiro Junqueira | Pai: Coronel Antônio José Ribeiro de Carvalho | Avô paterno: Sargento-Mor Custódio Ribeiro Pereira Guimarães | Bisavô paterno: Francisco Ribeiro da Cunha       |
| Francisco Ribeiro Junqueira | Pai: Coronel Antônio José Ribeiro de Carvalho | Avô paterno: Sargento-Mor Custódio Ribeiro Pereira Guimarães | Bisavó paterna: Mariana Gonçalves                |
| Francisco Ribeiro Junqueira | Pai: Coronel Antônio José Ribeiro de Carvalho | Avó paterna: Maria Ribeiro                                   | Bisavô paterno: Antonio José Ribeiro de Carvalho |
| Francisco Ribeiro Junqueira | Pai: Coronel Antônio José Ribeiro de Carvalho | Avó paterna: Maria Ribeiro                                   | Bisavó paterna: Maria Gonçalves Torres           |
| Francisco Ribeiro Junqueira | Mãe: Helena Nicézia Junqueira                 | Avô materno: Gabriel Francisco Junqueira, Barão de Alfenas   | Bisavô materno: João Francisco Junqueira         |
| Francisco Ribeiro Junqueira | Mãe: Helena Nicézia Junqueira                 | Avô materno: Gabriel Francisco Junqueira, Barão de Alfenas   | Bisavó materna: Elena Maria do Espírito Santo    |
| Francisco Ribeiro Junqueira | Mãe: Helena Nicézia Junqueira                 | Avó materna: Ignácia Constança de Andrade                    | Bisavô materno: Antônio de Andrade Peixoto       |
| Francisco Ribeiro Junqueira | Mãe: Helena Nicézia Junqueira                 | Avó materna: Ignácia Constança de Andrade                    | Bisavó materna: Marianna Victória do Nascimento  |